# ۱۳۱۱ (خورشیدی)
۱۳۱۱ هزار و سیصد و یازدهمین سال هجری خورشیدی سالی عادی است.

## رویدادها
- ۱ فروردین - تبدیل واحد پول ایران از قران به ریال.
- ۱۸ اردیبهشت - تأسیس دبیرستان فیروز بهرام در تهران.
- بازداشت و برکناری عبدالحسین تیمورتاش از وزارت دربار.

## زادروزها
- ۱ فروردین - پری صابری، کارگردان تئاتر، نویسنده رمان و نمایش‌نامه‌نویس
- ۲ فروردین - عبدالعظیم رضایی، پژوهشگر تاریخ ایران باستان (درگذشت ۱۳۸۷)
- ۲۰ فروردین - اسماعیل داورفر، بازیگر (درگذشت ۱۳۸۷)
- ۱۰ اردیبهشت - یدالله ثمره، زبانشناس (درگذشت ۱۳۹۷)
- ۱۷ اردیبهشت - یداله رویایی (مشهور به رویا) شاعر ایرانی (درگذشت ۱۴۰۱)
- ۱ تیر - ثریا اسفندیاری، دومین همسر محمدرضا شاه پهلوی و شهبانوی ایران (درگذشت ۱۳۸۰)
- ۳ تیر - منوچهر مظفریان، نویسنده ایرانی (درگذشت ۱۳۸۵)
- ۱۳ تیر - حمیدرضا پهلوی، فرزند رضاشاه
- ۲۷ مردادعباس امیرانتظام معاون نخست‌وزیر در دولت موقت انقلاب (درگذشت ۱۳۹۷)
- ۱ شهریور - یوسف ثبوتی، فیزیکدان، مؤسس مرکز تحصیلات تکمیلی علوم پایه زنجان
- ۳ مهر - فریدون پوررضا خواننده و موسیقیدان (درگذشت ۱۳۹۱)
- ۱۰ مهر -  مصطفی چمران، سیاستمدار و انقلابی ایران و وزیر دفاع دولت موقت (درگذشت ۱۳۶۰)
- ۲۱ مهر - هوشنگ لطیف پور، دوبلور
- ۱۹ آذر -شاپور قریب، کارگردان و بازیگر (درگذشت ۱۳۹۱)
- ۲۰ بهمن -صدیقه کیانفر، بازیگر سینما و تلویزیون (درگذشت ۱۳۹۹)
- ۲۱ بهمن - فرامرز پایور استاد موسیقی ایرانی، آهنگ‌ساز و نوازنده سنتور (درگذشت ۱۳۸۸)

تاریخ نامشخص
- کنعان کیانی، بازیگر و دوبلور ایرانی (درگذشت ۱۳۸۱)
- حبیب‌الله عسگراولادی: از رجال معروف سیاسی و اقتصادی جمهوری اسلامی ایران.

## درگذشت‌ها
- ۶ شهریور - حسن مستوفی، (معروف به مستوفی الممالک) سیاست‌مدار.
- ۱۶ مهر - صولت‌الدوله، قشقایی در زندان قصر درگذشت
- ۱۶ آبان - غلامعلی دولتشاهی، (معروف به مجلل الدوله) پدرزن رضاشاه و رئیس تشریفات دربار پهلوی